# Vic Football Club
El Vic Football Club fou un club de futbol de la ciutat de Vic, fundat l'any 1922.
Durant la dècada del 1920 i 1930, jugà de forma intermitent a la tercera categoria del Campionat de Catalunya. Aconseguí guanyar el campionat en dues ocasions (1934-35 i 1935-36). Jugà tres temporades a la primera categoria B (1936-37, 1937-38 i 1939-40) i es proclamà campió de primera regional la temporada 1940-41. El 1943 es fusionà amb l'Esbarjo Marià Ausà per constituir la Unió Esportiva Vic.

## Palmarès
- 1 Campionat de Primera Regional: 1940-41
- 2 Campionat de Catalunya de Tercera Categoria: 1934-35 i 1935-36